# Coppa Spengler 1931
La 9ª edizione della Coppa Spengler si è svolta dal 26 al 31 dicembre del 1931 a Davos, in Svizzera.

## Semifinali
| Davos 30 dicembre 1931 | Berliner SC | 6 – 0 (0-0, 2-0, 4-0) referto | Racing Club |  |

| Davos 30 dicembre 1931 | Davos | 1 – 4 (0-2, 0-1, 1-1) referto | Oxford University |  |

## Finale 3º posto
| Davos 31 dicembre 1931 | Davos | 4 – 3 (d.t.s.) referto | Racing Club |  |

## Finale
| Davos 31 dicembre 1931 | Oxford University | 4 – 1 referto | Berliner SC |  |

## Classifica finale
1. Oxford University
2. Berliner SC
3. Davos
4. Racing Club
5. Grasshopper Club
6. SC Riessersee
7. HC Milano
8. Cambridge University
9. Akademischer EHC Zürich